# Nephrotoma circumcincta
Nephrotoma circumcincta är en tvåvingeart som beskrevs av Alexander 1941. Nephrotoma circumcincta ingår i släktet Nephrotoma och familjen storharkrankar. Inga underarter finns listade i Catalogue of Life.